# Virgichneumon dumeticola

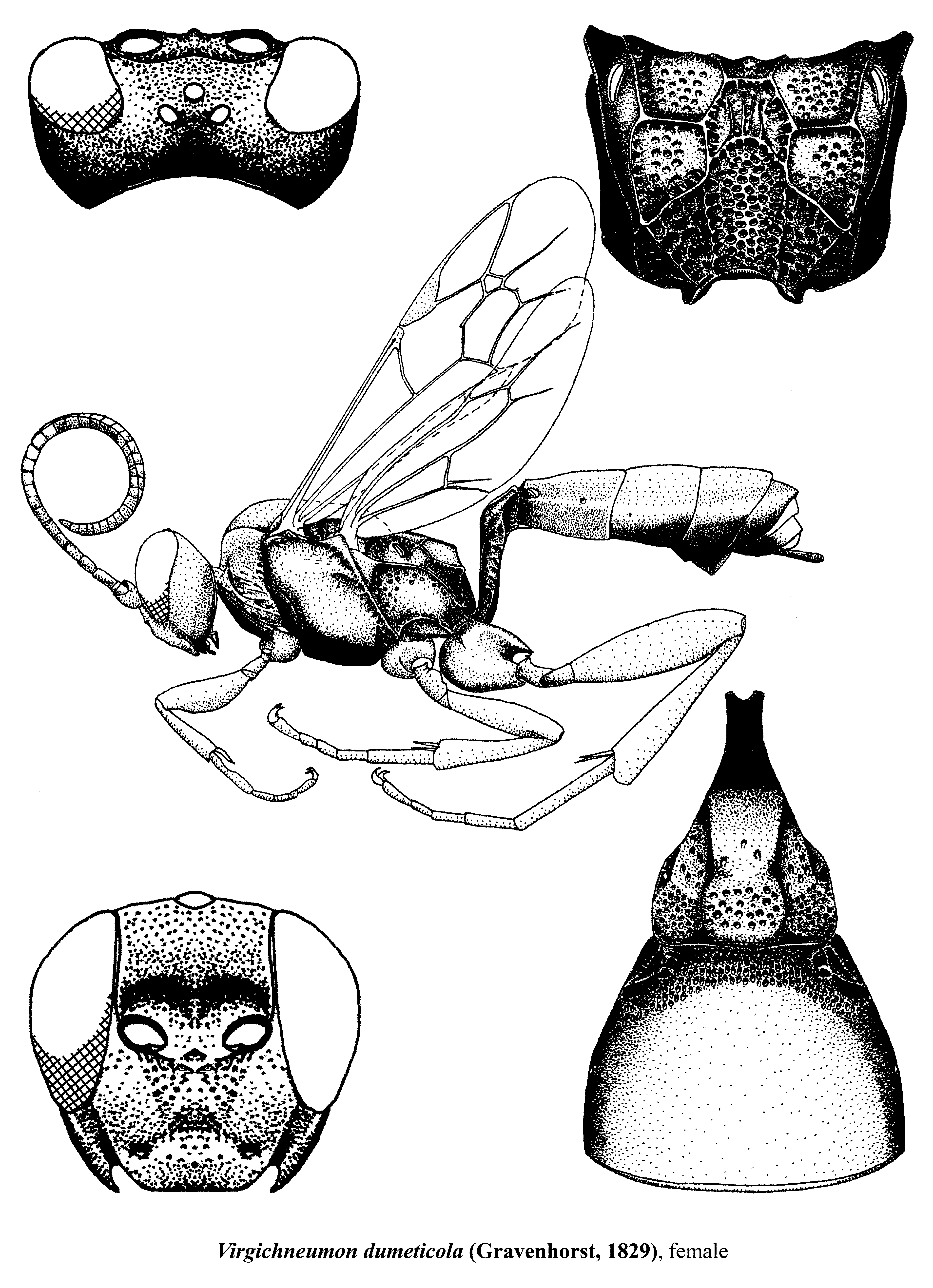
Skizzen der morphologischen Details

Virgichneumon dumeticola ist eine Schlupfwespe aus der Tribus Ichneumonini innerhalb der Unterfamilie der Ichneumoninae. Die Art wurde von Carl Gravenhorst im Jahr 1829 als Ichneumon dumeticola erstbeschrieben. Der lateinische Artname dumeticola setzt sich aus den beiden Wortteilen dumus für „Gestrüpp“ oder „Gebüsch“ und cola für „Bewohner“ zusammen.

## Merkmale
Die überwiegend schwarz gefärbten Schlupfwespen sind etwa 7 mm lang. Die Vorderflügel weisen ein dunkelbraunes Pterostigma sowie eine charakteristische Flügeladerung mit einem fünfseitigen Areolet auf. Die Art weist einen Sexualdimorphismus auf.
Für die Weibchen gilt: Das Gesicht ist schwarz gefärbt, die Mandibeln und Palpen sind rötlich. Das Gesicht weist außerdem eine starke Punktierung auf. Die Fühler besitzen etwa 33 Geißelglieder. Die Geißelglieder 7 bis 12 sind dorsal weiß gefärbt. Das Pronotum ist kahl. Das hintere Mesoscutum (Rückenplatte) ist seitlich behaart. Das Scutellum ist weißlich gelb gefärbt. Am Hinterleibsende befindet sich dorsal ein weißer Fleck. Der Legebohrer ragt nur geringfügig über das Hinterleibsende hinaus. Die apikalen Enden der vorderen und mittleren Femora und Tibien sind gewöhnlich rötlich gefärbt. Die hinteren Tibien weisen auf der Innenseite eine weißlich gelbe Färbung auf.
Für die Männchen gilt: Das gelbe Gesicht weist einen breiten schwarzen Medianstrich auf. Oberhalb der Fühlereinlenkung verläuft ein gelber Strich entlang des Augeninnenrandes. Der Scapus weist ventral einen gelben Fleck auf. Die Mesopleuren (seitlich sitzende Sklerite) sind weißlich gelb gefärbt. Das Scutellum ist basal gelb gefärbt. Die vorderen Femora sind auf der Außenseite gelbrot gefärbt. Das apikale Ende der vorderen Tibien ist gelbrot. Die mittleren Femora und Tibien sind nur am Apex rötlich gefärbt.

## Verbreitung
Virgichneumon dumeticola ist paläarktisch verbreitet. In Europa reicht das Vorkommen im Norden bis nach England, Dänemark und Südschweden, im Süden bis nach Spanien und Italien sowie im Osten bis in den europäischen Teil Russlands.

## Lebensweise
Die Flugzeit der Schlupfwespen dauert gewöhnlich von Juni bis Oktober. Man findet die Schlupfwespen in Waldgebieten, vom Flachland bis in die Alpen. Virgichneumon dumeticola parasitiert die Puppen verschiedener Schmetterlinge.

## Bilder

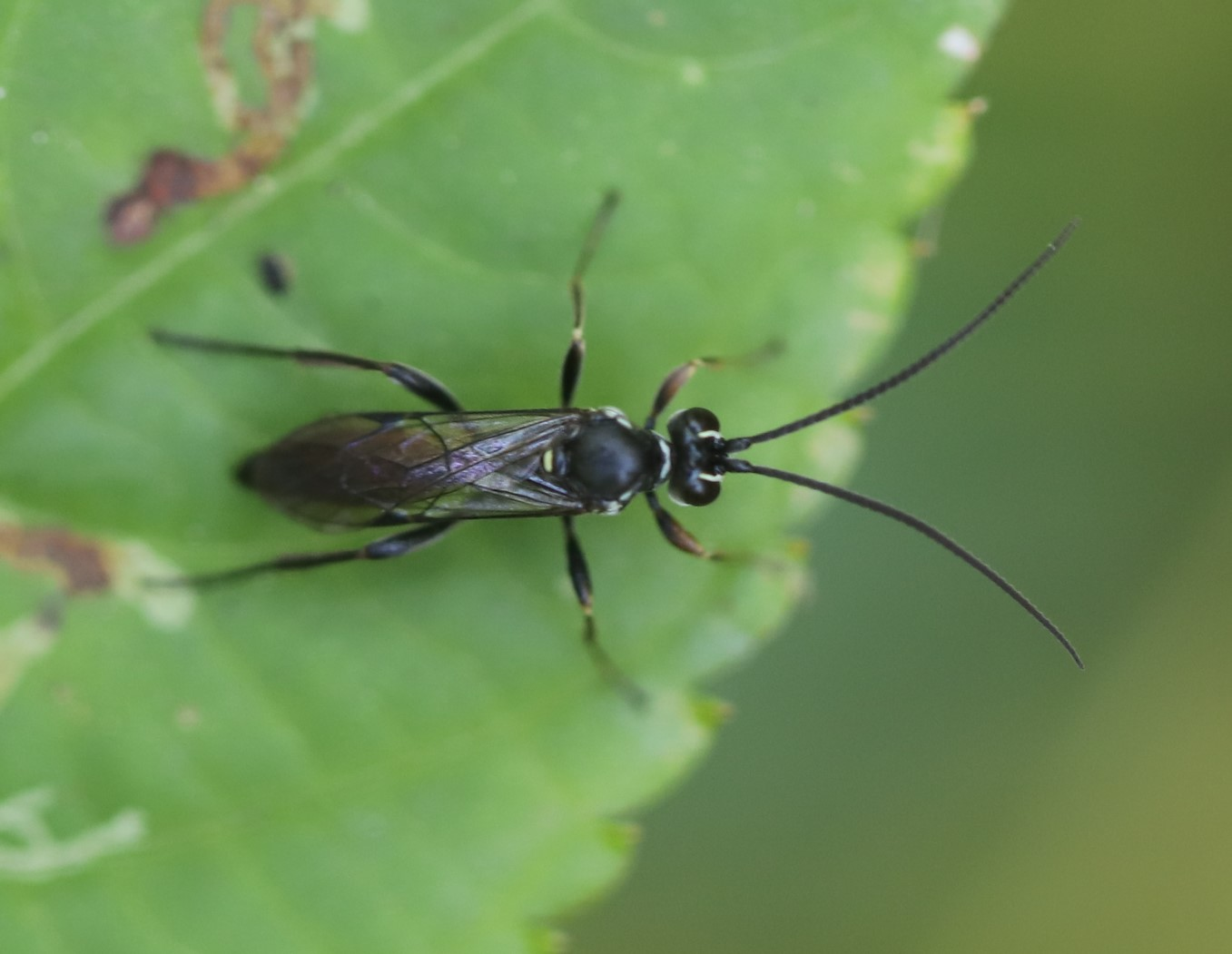
cf. Virgichneumon dumeticola ♂
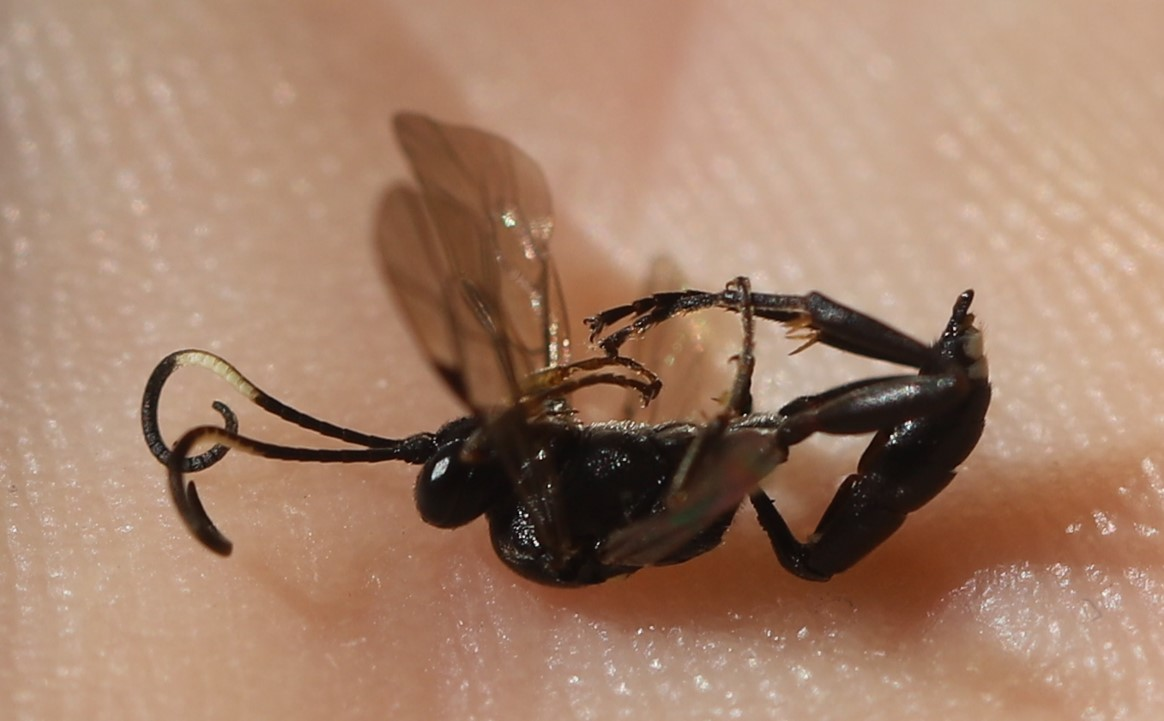
Virgichneumon dumeticola ♀
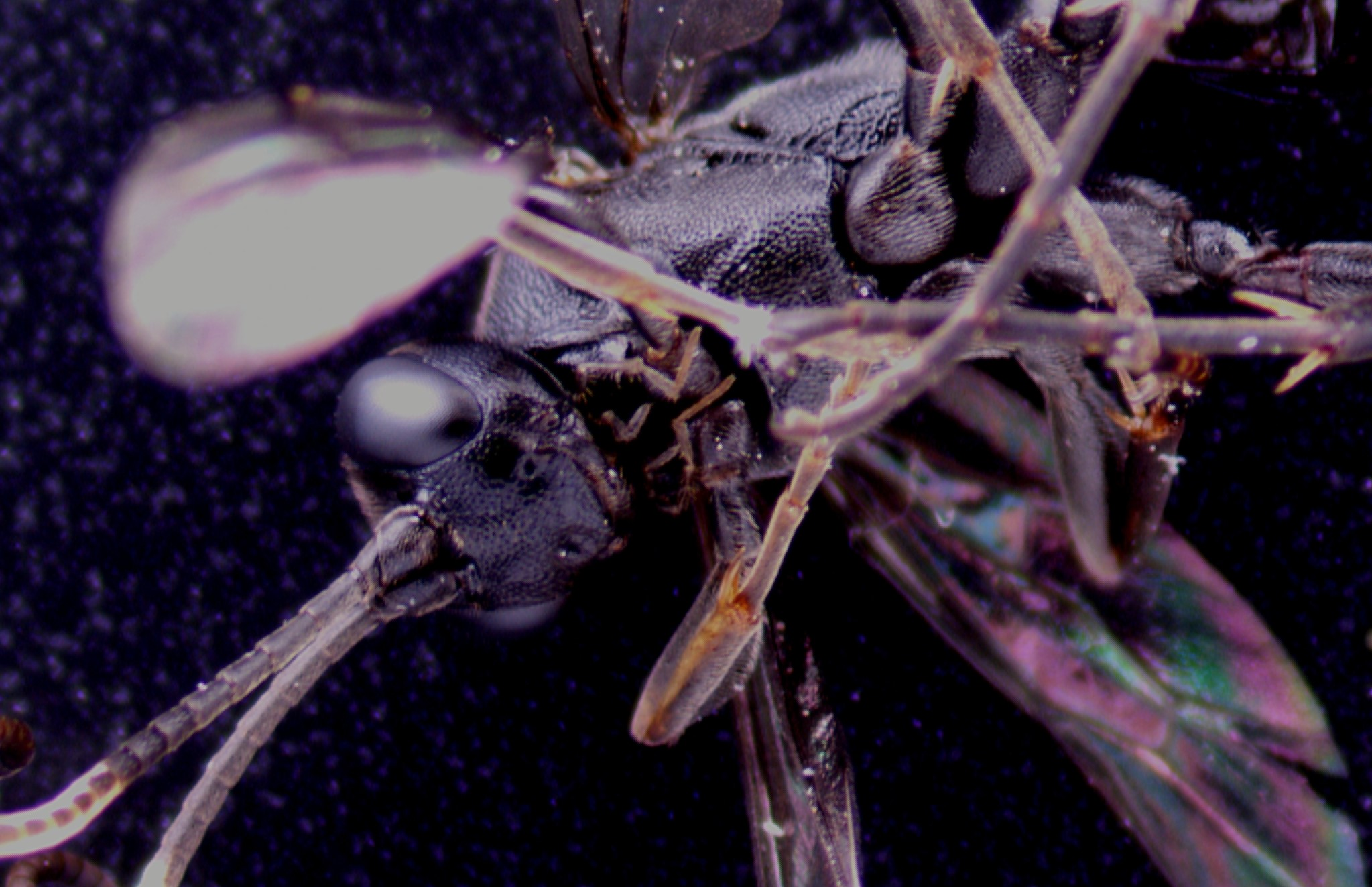
Virgichneumon dumeticola ♀
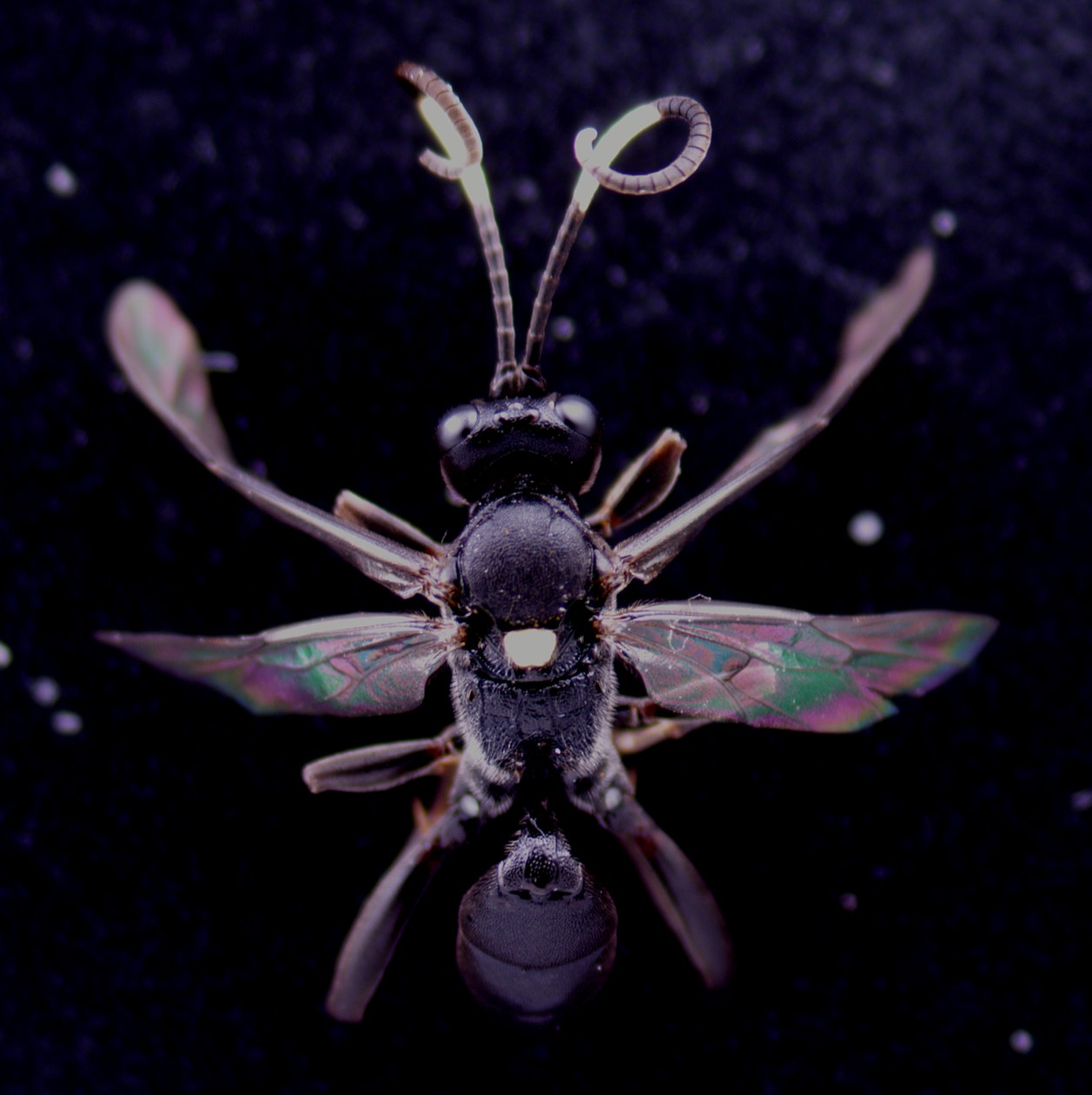
Virgichneumon dumeticola ♀
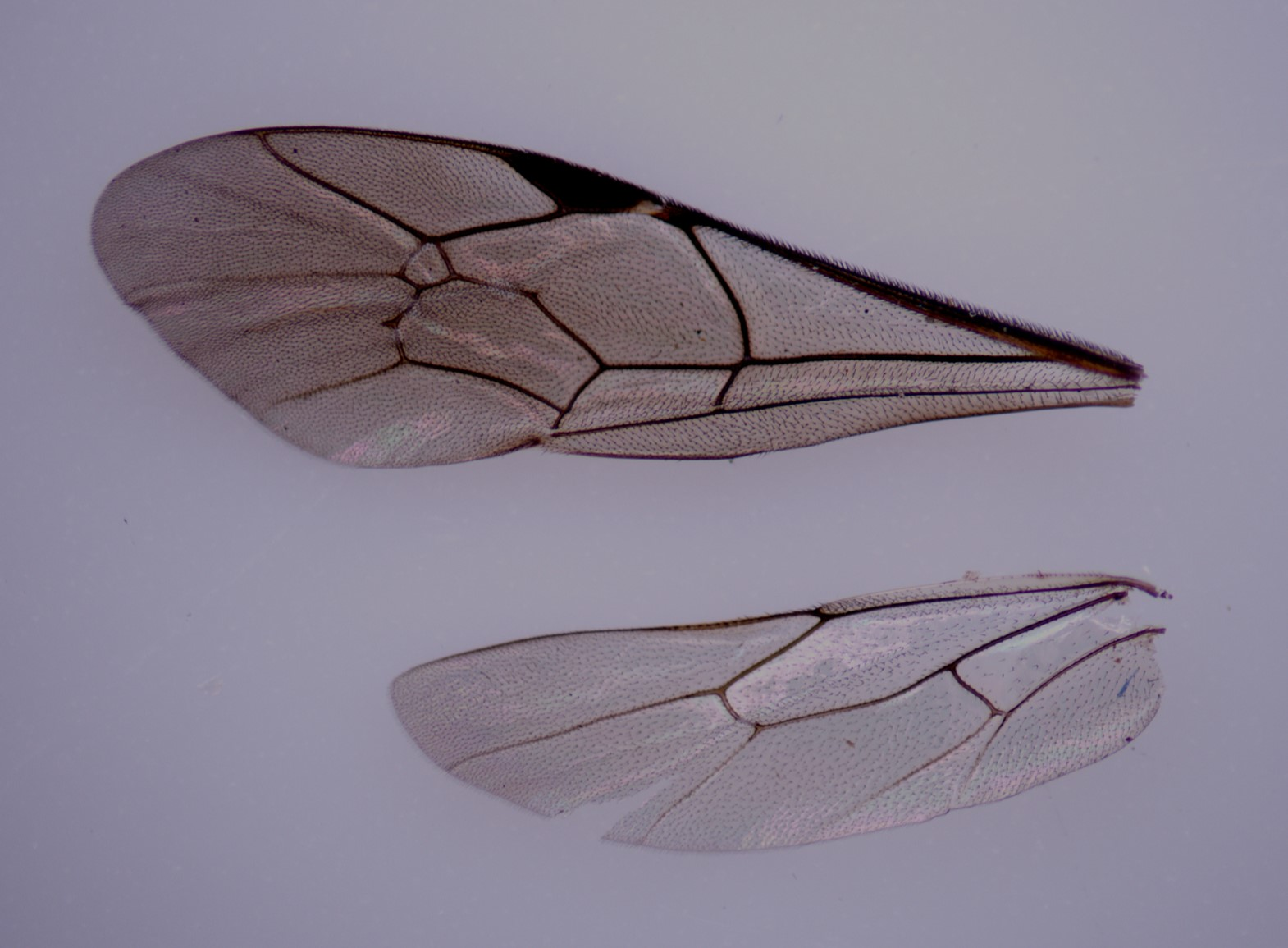
Flügel